# Mother's Boy
Pour plus de détails, voir Fiche technique et Distribution.
Mother's Boy est un film muet américain réalisé par Henry Lehrman sorti en 1913.

## Fiche technique
- Titre : Mother's Boy
- Réalisation : Henry Lehrman
- Producteur : Mack Sennett
- Studio de production : The Keystone Film Company
- Distribution : Mutual Film Corporation
- Pays : États-Unis
- Format : Noir et blanc - 1,37:1 - Format 35 mm
- Langue : film muet intertitres anglais
- Genre : Comédie
- Durée : une bobine
- Date de la sortie : États-Unis 25 septembre 1913

## Distribution
- Roscoe Arbuckle : le "fils à sa maman"
- Alice Davenport : la mère
- Nick Cogley : le chef de la police
- Billy Gilbert : figuration (non crédité)
- William Hauber : figuration (non crédité)
- George Jeske : un flic (non crédité)
- Edgar Kennedy : figuration (non crédité)
- Al St. John : figuration (non crédité)